# 汤米·贝里曼
汤米·贝里曼（瑞典語：Thommie Bergman，1947年12月10日—），瑞典男子冰球运动员，场上位置是后卫。他曾代表瑞典国家队参加1972年冬季奥林匹克运动会冰球比赛，获得第4名。